# Phormictopus fritzschei
Phormictopus fritzschei là một loài nhện trong họ Theraphosidae.
Loài này thuộc chi Phormictopus. Phormictopus fritzschei được miêu tả năm 2008 bởi Rudloff.